# Saingilo
Saingilo  (en géorgien : საინგილო) est l'appellation du XIXe siècle pour certaines parties des districts de Balakan, Zaqatala et Qax, actuellement en Azerbaïdjan. La superficie de ce territoire était de 4 780 km2 et il était habité par des Géorgiens dits Ingilos (ინგილოები en géorgien ingiloyebi, Ingiloylar en azéri).

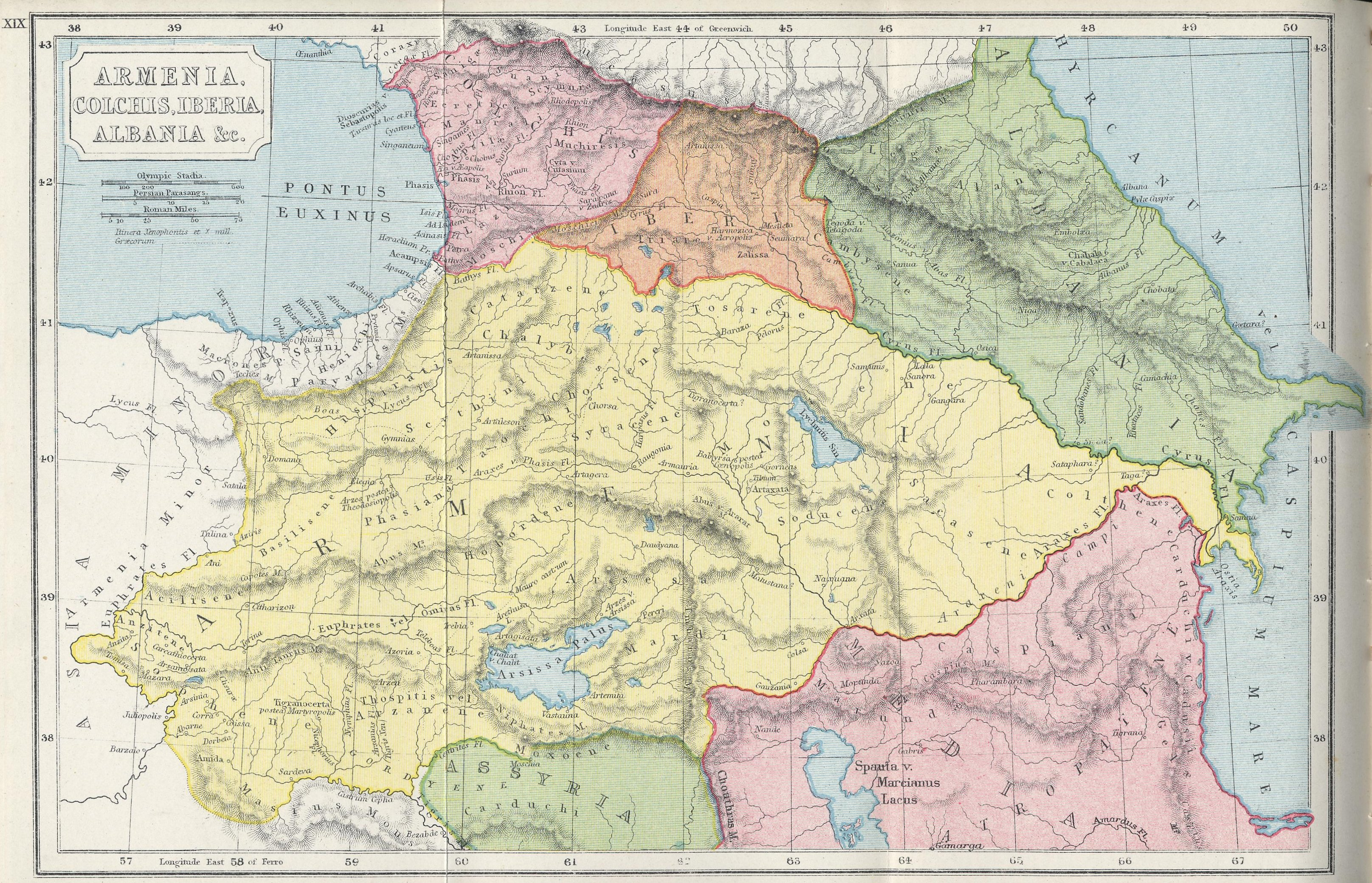
Arménie, Colchide, Ibérie, Albanie...

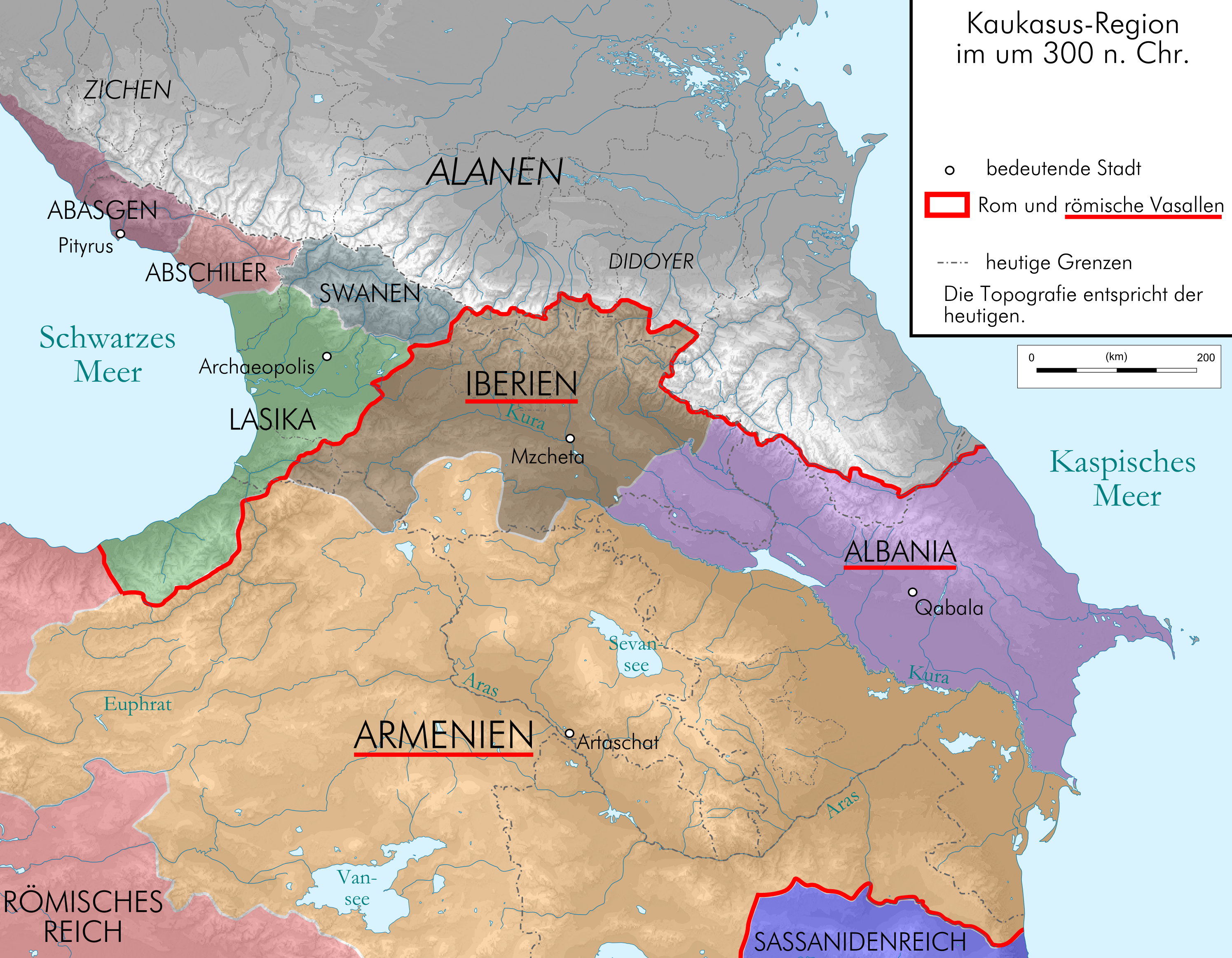
Caucase (vers 300)

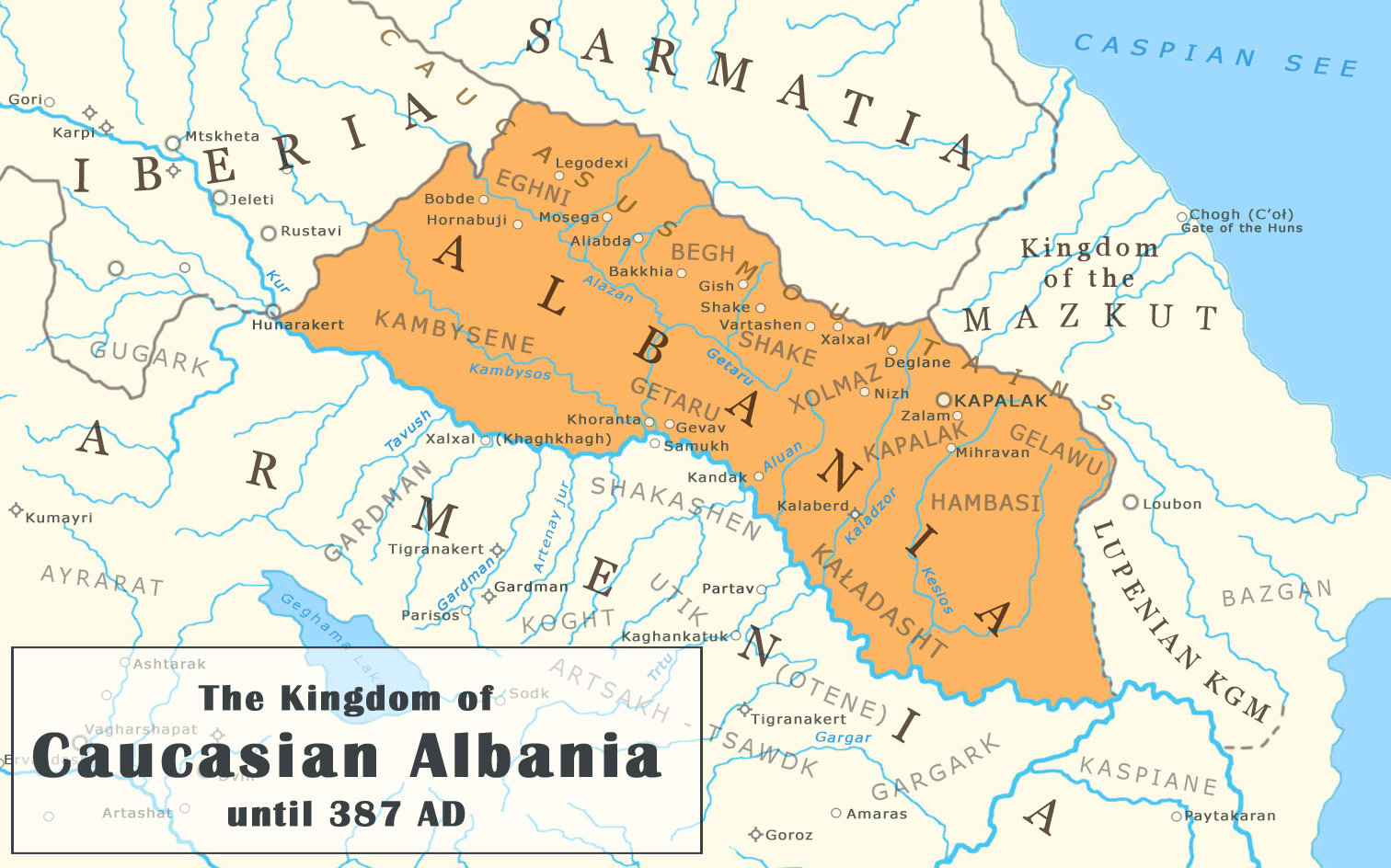
Albanie du Caucase vers 387

Caucase (vers 740)

## Histoire
Initialement considérée comme une province de l'Albanie du Caucase, la région devient ensuite un royaume autonome à l'intérieur de la zone d'influence culturelle et politique de la Géorgie, finissant par y être incorporée au VIIIe siècle. Le territoire, qui s'appelle plus tard Saingilo, est pratiquement contrôlé par le royaume de Géorgie ou la province de Chirvan, selon les périodes.
Au Moyen Âge, sept écoles géorgiennes sont actives en Saingilo, enseignant théologie, philosophie, orthographe, histoire de l’Église, et histoire de la Géorgie, ce qui leur donne une influence culturelle notable. Aux XIIIe et XIVe siècles, l'alphabet géorgien et la littérature géorgienne chrétienne sont diffusés de là jusqu'en Daghestan, et des églises sont bâties dans ces régions, dont il reste encore des ruines : une part du Daghestan était de fait dans la zone culturelle géorgienne depuis le Ve siècle.
Au début du XVIIe siècle, le Shah Abbas Ier de la dynastie des Séfévides de Perse prend ces régions au roi de Kakhétie et les confie aux clans féodaux du Daghestan, créant ainsi le sultanat d'Elisu, avec une relative autonomie. Des montagnards du Caucase du Nord s'établirent là créant des communes libres Avares (en) et Tsakhoures. À la suite des nombreux raids de ces deux peuples, les Ingilos sont réduits en servage au profit des chefs du Daguestan, auxquels ils paient un tribut. À l'inverse, certaines familles du Daghestan viennent travailler dans les fermes Ingilos. Ainsi se fait une colonisation pacifique du Saingilo par ces populations du Daguestan, laquelle va de pair avec une islamisation progressive sous la surveillance du sultanat d'Elisu.
Après 1801, quand le royaume de Kartl-Kakhétie (la Géorgie orientale) est annexé à l'Empire russe, la région est conquise par les Russes lors de la campagne de 1803. Elle devient en 1859 l'okroug de Zakataly. Entre 1918 et 1920 la République démocratique de Géorgie et la République démocratique d'Azerbaïdjan réclamèrent toutes deux ces territoires comme leur appartenant, sans que la querelle n'en vienne jamais aux armes. Lors de la chute de la République démocratique d'Azerbaïdjan en 1920, la République socialiste fédérative soviétique de Russie et la République socialiste soviétique d'Azerbaïdjan reconnurent ces territoires comme partie de la Géorgie, dont le gouvernement les traita avec une certaine autonomie. Après la soviétisation de la Géorgie en 1921, le territoire revient officiellement à la RSS d'Azerbaïdjan, sur ordre de Moscou. La population compte encore des Géorgiens-Ingilos (plus de 11 000 en 1999) dans les districts de Qax, Balakan et Zaqatala ; les Ingilos sont majoritairement chrétiens dans le district de Qax, ailleurs principalement musulmans.

## Source de traduction
- (en) Cet article est partiellement ou en totalité issu de l’article de Wikipédia en anglais intitulé « Saingilo » (voir la liste des auteurs).